# 大山健二
大山 健二（おおやま けんじ、1904年2月8日 - 1970年）は、日本の俳優である。本名は大山 健治（おおやま けんじ）。1920年代から1930年代にかけての松竹蒲田撮影所、松竹大船撮影所の映画において、大柄な体格にお人よしの学生がハマリ役であり、その姿は「松竹の青春娯楽映画の好ましい彩り」と評された。

## 人物・来歴
1904年（明治37年）2月8日、福島県田村郡三春町に生まれる。姉の孫にあたる人物に高崎俊夫がいる。
旧制小学校を卒業後、両親とともに日本統治時代の朝鮮の京城府（現在の大韓民国ソウル特別市）に移り、旧制・京城薬学専門学校（現在のソウル大学校薬科大学）を卒業し、病院に勤務した。同校卒業後、東京に移り、1925年（大正14年）、東京の松竹蒲田撮影所が「俳優募集」をしていることを知り、これに応募して、同撮影所の研究所に入る。同研究所卒業後、同社に入社、翌1926年（大正15年）3月12日に公開された大久保忠素監督のサイレント映画『愛の力は雪でも溶す』に出演して、映画界にデビューした。1932年（昭和7年）1月9日、若水絹子、澤蘭子、江川宇礼雄、飯塚敏子、富士龍子とともに準幹部に昇格、同年1月29日に公開された成瀬巳喜男監督の『女は袂を御用心』で主演した。1936年（昭和11年）1月15日、同撮影所は、全機能を神奈川県鎌倉郡大船町（現在の同県鎌倉市大船）に新設された松竹大船撮影所（現存せず）に移転、それにともなって、大山も異動した。
第二次世界大戦末期の1944年（昭和19年）には松竹を退社して、フリーランスとなる。同年3月23日に公開されたマキノ正博監督の『不沈艦撃沈』が所属時の映画出演の最後であり、同年9月に「松竹大船連」として、京都座の時局笑篇『プロペラ一家』に岡村文子とともに舞台実演したのが、記録に残る所属時の最後の仕事である。
戦後まもなくから東宝・新東宝中心に出演する。1957年（昭和32年）に大映東京撮影所に入社、脇役として多くの映画に出演した。1959年（昭和34年）には、フジテレビジョンが製作・全国ネット放映した単発テレビ映画シリーズ『東芝土曜劇場』に出演しているが、その後、テレビ映画への出演は少なく、ほかには同社のテレビ室（現在の大映テレビ）が製作した連続テレビ映画『ザ・ガードマン 東京警備指令』（1965年）、『土曜日の虎』（1966年）にそれぞれゲスト出演したのみである。1969年（昭和44年）4月19日に公開された臼坂礼次郎監督による『ある見習看護婦の記録 赤い制服』が、記録に残る最後の出演作となった。
1970年（昭和45年）に死去したという。満66歳没。

## フィルモグラフィ

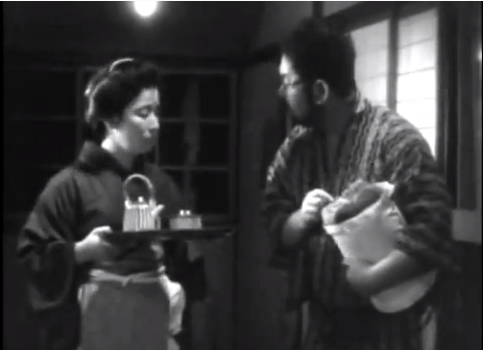
『生さぬ仲』（1932年）出演時、満28歳。岡譲二の下宿の隣人役、右から大山、富士龍子。

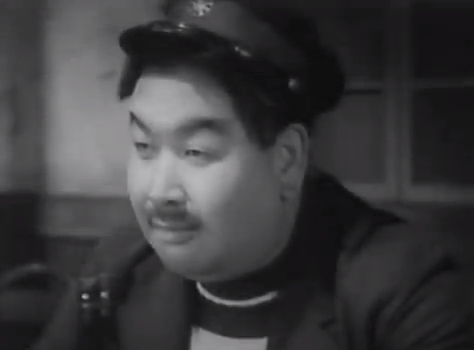
『夜ごとの夢』（1933年）出演時、満29歳。小倉繁とともに女給の栗島すみ子のなじみの船員役。

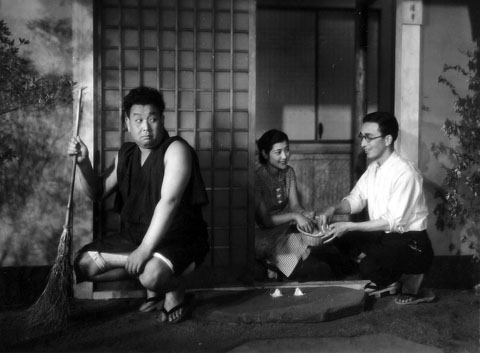
『入婿合戦』（1936年）出演時、満32歳。左から大山、高杉早苗、小林十九二。

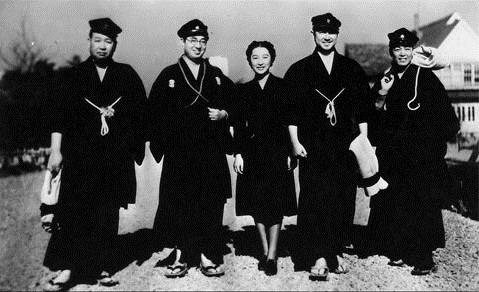
『居候は高鼾』（1939年）出演時、満35歳、それでも学生役。左から大山、近衛敏明、高峰三枝子、夏川大二郎、日守新一。

すべてクレジットは「出演」である。公開日の右側には役名、および東京国立近代美術館フィルムセンター（NFC）、マツダ映画社所蔵等の上映用プリントの現存状況についても記す。同センター等に所蔵されていないものは、とくに1940年代以前の作品についてはほぼ現存しないフィルムである。資料によってタイトルの異なるものは併記した。

### 松竹蒲田撮影所
特筆以外すべて製作は「松竹蒲田撮影所」、すべて配給は「松竹キネマ」、特筆以外すべてサイレント映画である。
- 『愛の力は雪でも溶す』 : 監督大久保忠素、1926年3月12日公開
- 『恋の闖入者』 : 監督蔦見丈夫、1926年8月25日公開
- 『活動狂』 : 監督斎藤寅次郎、1928年2月3日公開
- 『若人の夢』 : 監督小津安二郎、1928年4月29日公開 - 洋服屋古川
- 『引越し夫婦』 : 監督小津安二郎、1928年9月28日公開 - 集金人服部
- 『肉体美』 : 監督小津安二郎、1928年12月1日公開 - 学生遠山
- 『孝行やり直し』 : 監督斎藤寅次郎、1928年12月26日公開
- 『大当り円満』 : 監督大久保忠素、1929年1月27日公開
- 『円タク坊ちゃん』 : 監督大久保忠素、1929年3月2日公開
- 『色気たっぷり』 : 監督斎藤寅次郎、1929年4月6日公開 - 日比文雄
- 『浮草娘旅風俗』 : 監督清水宏、1929年5月31日公開 - 青年・芳造
- 『岡辰押切帳』 : 監督斎藤寅次郎、1929年6月28日公開
- 『壱〇〇、〇〇〇、〇〇〇円』（『モダン怪談 100,000,000円』[11]） : 監督斎藤寅次郎、1929年7月19日公開 - 荒熊、16分尺の短縮版が現存（NFC所蔵[11]）
- 『陽気な唄』 : 監督清水宏、1929年8月1日公開 - 船監督
- 『自慢の倅』 : 監督清水宏、1929年8月8日公開 - 村山小太郎
- 『大学は出たけれど』 : 監督小津安二郎、1929年9月6日公開 - 友人杉村、13分尺の断片のみが現存（NFC所蔵[11]）
- 『女難歓迎腕比べ』 : 監督斎藤寅次郎、1929年9月20日公開 - 旅の空気枕屋
- 『恋慕小唄』 : 監督清水宏、1929年11月8日公開 - 軽便鉄道乗務員・花田

- 『美人暴力団』 : 監督斎藤寅次郎、1930年1月10日公開
- 『独身者御用心』 : 監督五所平之助、1930年2月1日公開
- 『花嫁選手』 : 監督佐々木恒次郎、1930年2月8日公開 - 主演
- 『続・愛して頂戴』 : 監督西尾佳雄、1930年4月3日公開
- 『若者よなぜ泣くか』 : 監督牛原虚彦、1930年11月15日公開 - コーチャー、193分尺で現存（NFC所蔵[11]）

- 『餓鬼大将』 : 監督清水宏、1931年1月15日公開 - 昭二の相棒学生・山田
- 『夫よなぜ泣くか』 : 監督野村員彦（野村浩将）、1931年3月6日公開
- 『そりゃ実感よ』 : 監督清水宏、1931年4月10日公開 - アパートの支配人
- 『涙の愛嬌者』 : 監督野村浩将、1931年7月31日公開 - 魚屋の主人、41分尺で現存（NFC所蔵[11]）
- 『○○自慢』 : 監督松井稔、1931年8月15日公開
- 『淑女倶楽部』 : 監督佐々木恒次郎、1931年11月28日公開
- 『深夜の溜息』 : 監督斎藤寅次郎、1931年12月18日公開 - 主演

- 『女は袂を御用心』 : 監督成瀬巳喜男、1932年1月29日公開 - 田部（主演）
- 『豚の花ざかり』 : 監督石川和雄、1932年2月27日公開
- 『熊の八ツ切り事件』 : 監督斎藤寅次郎、1932年5月13日公開 - 主演
- 『陽気なお嬢さん』 : 監督重宗務、サウンド版、1932年6月3日公開 - 執事山崎
- 『海の王者』 : 監督清水宏、サウンド版、1932年6月17日公開 - 太郎
- 『戦争と与太者』 : 監督野村浩将、サウンド版、1932年6月24日公開
- 『チョコレートガール』 : 監督成瀬巳喜男、1932年8月26日公開 - 大学生・岡本
- 『可愛い後家さん』 : 監督斎藤寅次郎、1932年9月22日公開
- 『青春の夢いまいづこ』 : 監督小津安二郎、1932年10月13日公開 - 哲夫の友熊田、114分尺で現存（NFC所蔵[11]）
- 『学生街の花形』 : 監督清水宏、1932年11月10日公開 - 柔道部主将
- 『忠臣蔵 前篇 赤穂京の巻』 : 監督衣笠貞之助、製作松竹下加茂撮影所、トーキー、1932年12月1日公開 - 大高源吾、139分尺の前後篇『大忠臣蔵』の題で現存（NFC所蔵[11]）
- 『忠臣蔵 後篇 江戸の巻』 : 監督衣笠貞之助、製作松竹下加茂撮影所、トーキー、1932年12月1日公開 - 大高源吾、同上[11]
- 『男性征服』 : 監督佐々木恒次郎、1932年12月11日公開
- 『生さぬ仲』 : 監督成瀬巳喜男、1932年12月16日公開 - 下宿人、94分尺で現存（NFC所蔵[11]）

- 『花嫁の寝言』 : 監督五所平之助、トーキー、1933年1月14日公開 - 落第生大久保、57分尺で現存（NFC所蔵[11]）
- 『涙の渡り鳥』 : 監督野村芳亭、サウンド版、1933年2月15日公開
- 『応援団長の恋』 : 監督野村浩将、トーキー、1933年3月1日公開 - 副團長 藤田、78分尺で現存（NFC所蔵[11]）
- 『泣き濡れた春の女よ』 : 監督清水宏、トーキー、1933年5月11日公開 - ぐず安、96分尺で現存（NFC所蔵[11]）
- 『彼女と金魂』 : 監督斎藤寅次郎、1933年6月8日公開
- 『夜ごとの夢』 : 監督成瀬巳喜男、1933年6月8日公開 - 船員、64分尺で現存（NFC所蔵[11]）
- 『天竜下れば』（『天龍下れば』[11]） : 監督野村芳亭、サウンド版、1933年7月6日公開 - 大学生野々村剛、71分尺で現存（NFC所蔵[11]）
- 『男やもめの厳さん』 : 監督斎藤寅次郎、1933年7月27日公開 - 主演
- 『さすらいの乙女』 : 監督野村芳亭、サウンド版、1933年8月10日公開
- 『東京音頭』 : 監督野村芳亭、サウンド版、1933年9月29日公開 - 大山太雄、87分尺で現存（NFC所蔵[11]）
- 『嬉しい頃』 : 監督野村浩将、トーキー、1933年10月19日公開 - 社員大村、83分尺で現存（NFC所蔵[11]）
- 『理想の良人』 : 監督重宗務、1933年10月26日公開
- 『大学の若旦那』 : 監督清水宏、サウンド版、1933年11月1日公開 - 柔道部主将堀部、85分尺で現存（NFC所蔵[11]）
- 『愛撫』（ラムール） : 監督五所平之助、1933年11月9日公開 - 英夫の学友、113分尺で現存（NFC所蔵[11]）

- 『東洋の母』 : 監督清水宏、トーキー、1934年2月1日公開 - 学生・大山
- 『凱歌の蔭に』 : 監督佐々木恒次郎、1934年4月10日公開
- 『大学の若旦那・太平楽』 : 監督清水宏、サウンド版、1934年8月30日公開 - 番頭・忠一
- 『与太者と花嫁』 : 監督野村浩将、サウンド版、1934年10月6日公開 - 剣道選手、93分尺で現存（NFC所蔵[11]）
- 『山は夕焼』 : 監督佐々木恒次郎、サウンド版、1934年10月11日公開
- 『その夜の女』 : 監督島津保次郎、1934年10月17日公開
- 『私の兄さん』 : 監督島津保次郎、1934年12月13日公開 - 運転手 上林、69分尺で現存（NFC所蔵[11]）
- 『恋愛修学旅行』 : 監督清水宏、サウンド版、1934年12月22日公開
- 『大学の若旦那・日本晴れ』 : 監督清水宏、トーキー、1934年12月31日公開 - 応援団長

- 『箱入娘』 : 監督小津安二郎、サウンド版、1935年1月20日公開 - 若旦那
- 『母の恋文』 : 監督野村浩将、トーキー、1935年4月18日公開 - 社員斎藤、106分尺で現存（NFC所蔵[11]）
- 『若旦那 春爛漫』 : 監督清水宏、トーキー、1935年5月16日公開 - 学生
- 『輝け少年日本』 : 監督佐々木恒次郎・佐々木康、トーキー、1935年5月24日公開 - 大工善さん
- 『彼と彼女と少年達』 : 監督清水宏、サウンド版、1935年5月30日公開 - ドン公の父
- 『春琴抄 お琴と佐助』 : 監督島津保次郎、トーキー、1935年6月15日公開 - 若旦那B、100分尺で現存（NFC所蔵[11]）
- 『大学の赤ん坊』 : 監督深田修造、サウンド版、1935年9月5日公開 - 主演
- 『吹けよ恋風』 : 監督五所平之助、トーキー、1935年9月12日公開
- 『あこがれ』 : 監督五所平之助、サウンド版、1935年10月1日公開 - 運ちゃん留さん、「スタヂオF」版のみが10分尺で現存（NFC所蔵[11]）
- 『永久の愛 前篇』 : 監督池田義信、サウンド版、1935年10月15日公開 - 夫 嘉助
- 『永久の愛 後篇』 : 監督池田義信、サウンド版、1935年10月15日公開 - 夫 嘉助
- 『人生のお荷物』 : 監督五所平之助、トーキー、1935年12月10日公開 - 夫 小見山哲雄、66分尺で現存（NFC所蔵[11]）

- 『若旦那 百万石』 : 監督清水宏、トーキー、1936年1月30日公開 - 茶園の若旦那・玄太郎
- 『感情山脈』 : 監督清水宏、トーキー、1936年2月15日公開 - 永藤
- 『大学よいとこ』 : 監督小津安二郎、サウンド版、1936年3月19日公開 - 河原

### 松竹大船撮影所
すべて製作は「松竹大船撮影所」、特筆以外すべて配給は「松竹キネマ」のち「松竹」、特筆以外すべてトーキーである。
- 『家族会議』 : 監督島津保次郎、1936年4月3日公開 - 取引員、71分尺で現存（NFC所蔵[11]）
- 『愛の法則』 : 監督清水宏・佐々木康、1936年4月29日公開 - 西田
- 『朧夜の女』 : 監督五所平之助、1936年5月14日公開 - 学生、111分尺で現存（NFC所蔵[11]）
- 『自由の天地』 : 監督清水宏、1936年6月25日公開
- 『入婿合戦』 : 監督野村浩将、1936年7月15日公開
- 『大当り八百屋先生』 : 監督中村敏郎、製作松竹下加茂撮影所、1936年8月7日公開
- 『人妻椿 前篇』 : 監督野村浩将、1936年10月4日公開 - 映画社撮影所長、80分尺で現存（NFC所蔵[11]）
- 『新道 前篇朱実の巻』 : 監督五所平之助、1936年11月30日公開 - 青野飛行士、64分尺で現存（NFC所蔵[11]）
- 『青春満艦飾』 : 監督清水宏、1936年12月10日公開 - 大山

- 『花嫁かるた』 : 監督島津保次郎、1937年1月7日公開 - 専務
- 『花籠の歌』 : 監督五所平之助、1937年1月14日公開 - やあさん、69分尺で現存（NFC所蔵[11]）
- 『恋愛無敵艦隊』 : 監督清水宏、1937年1月21日公開
- 『その夜の秘密』 : 監督宗本英男、1937年2月25日公開
- 『淑女は何を忘れたか』 : 監督小津安二郎、1937年3月3日公開 - 大学の先生、71分尺で現存（NFC所蔵[11]）
- 『女医絹代先生』 : 監督野村浩将、1937年4月29日公開 - 小山
- 『奥様に知らすべからず』 : 監督渋谷実、1937年5月20日公開 - 拳闘クラブのボス、61分尺で現存（NFC所蔵[11]）
- 『神秘な男』 : 監督佐々木康、1937年6月17日公開 - 土田運轉手（準主演）、59分尺で現存（NFC所蔵[11]）
- 『恋も忘れて』 : 監督清水宏、1937年7月1日公開 - 客
- 『男の償ひ 前篇』（『二部作 男の償ひ』[11]） : 監督野村浩将、1937年8月13日公開 - 堤大作、73分尺で現存（NFC所蔵[11]）
- 『男の償ひ 後篇』 : 監督野村浩将、1937年8月24日公開 - 堤大作、67分尺で現存（NFC所蔵[11]）
- 『花形選手』 : 監督清水宏、1937年10月9日公開 - 隊長、64分尺で現存（NFC所蔵[11]）
- 『吼えろ銀ちゃん』 : 監督斎藤寅次郎、1937年10月28日公開
- 『母の勝利』 : 監督斎藤寅次郎、1937年11月25日公開
- 『歌へ歓呼の春』 : 監督野村浩将、1937年12月30日公開 - 山田

- 『君にささぐ花束』 : 監督深田修造、1938年2月3日公開 - 所長
- 『彼女は何を覚えたか』 : 監督野村浩将、1938年7月14日公開
- 『愛染かつら 前篇』 : 監督野村浩将、1938年9月15日公開 - 木村医学士、『新篇總輯篇 愛染かつら』として89分尺で現存（NFC所蔵[11]）
- 『愛染かつら 後篇』 : 監督野村浩将、1938年9月15日公開 - 木村医学士、同上[11]
- 『家庭日記』 : 監督清水宏、1938年9月29日公開 - 久保
- 『居候は高鼾』 : 監督清水宏、1939年1月14日公開 - 一郎
- 『続愛染かつら』 : 監督野村浩将、1939年5月5日公開 - 木村医学士
- 『花のある雑草』 : 監督清水宏、1939年6月15日公開 - 伊藤先生
- 『五人の兄妹』 : 監督吉村公三郎、1939年7月20日公開 - 工場長、93分尺で現存（NFC所蔵[11]）
- 『良人の価値』 : 監督大庭秀雄、1939年7月27日公開
- 『純情二重奏 前篇』 : 監督佐々木康、1939年8月31日公開 - 河田の秘書、『純情二重奏』の題で総集編が72分尺で現存（NFC所蔵[11]）
- 『純情二重奏 後篇』 : 監督佐々木康、1939年8月31日公開 - 河田の秘書、同上[11]
- 『新しき家族』 : 監督渋谷実、1939年9月7日公開 - 利喜蔵
- 『狐』 : 監督渋谷実、1939年10月24日公開 - 丸山、27分尺で現存（NFC所蔵[11]）
- 『愛染かつら 完結篇』 : 監督野村浩将、1939年11月16日公開 - 木村医学士

- 『素裸の家』 : 監督柏原勝、1940年2月22日公開
- 『おんなの暦』 : 監督柏原勝、1940年6月20日公開
- 『くろがねの力』 : 監督佐々木啓祐、1940年8月29日公開 - 學生前川、42分尺で現存（NFC所蔵[11]）
- 『冬木博士の家族』 : 監督大庭秀雄、1940年10月31日公開 - 丹野、70分尺で現存（NFC所蔵[11]）
- 『西住戦車長伝』（『西住戰車長傳』[11]） : 監督吉村公三郎、1940年11月29日公開 - 森田軍医中尉、126分尺で現存（NFC所蔵[11]）

- 『寝顔』 : 監督瑞穂春海、1941年1月7日公開
- 『みかへりの塔』 : 監督清水宏、1941年1月30日公開 - 鈴木先生、111分尺で現存（NFC所蔵[11]）
- 『東京から来た武士』 : 監督井上金太郎、製作松竹下加茂撮影所、1941年2月25日公開
- 『花は偽らず』 : 監督大庭秀雄、1941年4月17日公開 - 大野木、69分尺で現存（NFC所蔵[11]）
- 『団栗と椎の実』（『團栗と椎の實』） : 監督清水宏、1941年5月29日公開 - お父さん、27分尺で現存（NFC所蔵[11]）

- 『風薫る庭』 : 監督大庭秀雄、1942年1月21日公開
- 『父ありき』 : 監督小津安二郎、配給映画配給社、1942年4月1日公開 - 卒業生、72分尺で現存（NFC所蔵[11]）
- 『間諜未だ死せず』 : 監督吉村公三郎、1942年4月23日公開 - 役名不明、117分尺で現存（NFC所蔵[11]）
- 『男の意気』 : 監督中村登、配給映画配給社、1942年7月9日公開 - 社長、78分尺で現存（NFC所蔵[11]）
- 『兄妹会議』 : 監督清水宏、配給映画配給社、1942年7月16日公開 - おかめ床主人
- 『サヨンの鐘』 : 監督清水宏、製作松竹下加茂撮影所・台湾総督府・満洲映画協会、配給映画配給社、1943年7月1日公開 - 村井部長
- 『不沈艦撃沈』 : 監督マキノ正博、配給映画配給社、1944年3月23日公開 - 役名不明、96分尺で現存（NFC所蔵[11]）

### フリーランス
下記の通りである。
- 『愛の宣言』 : 監督渡辺邦男製作・配給東宝、1946年12月31日公開 - 外務員池田
- 『二連銃の鬼』 : 監督佐々木啓祐、製作松竹大船撮影所、配給松竹、1947年7月8日公開 - 秀
- 『シミキンの拳闘王』 : 監督佐々木啓祐、製作松竹大船撮影所、配給松竹、1948年12月30日公開 - 藤川
- 『桃の花の咲く下で』 : 監督清水宏、製作・配給新東宝、1951年3月24日公開 - 役名不明、73分尺で現存（NFC所蔵[11]）
- 『せきれいの曲』 : 監督豊田四郎、製作・配給東宝、1951年7月20日公開 - 校長、99分尺で現存（NFC所蔵[11]）
- 『真説 石川五右衛門』 : 監督関川秀雄、製作東映東京撮影所、配給東映、1951年11月30日公開 - 海坊主の玄八
- 『上海帰りのリル』 : 監督島耕二、製作新東宝・綜芸プロダクション、配給新東宝、1952年4月4日公開 - 役名不明、81分尺で現存（NFC所蔵[11]）
- 『女といふ城 マリの巻』 : 監督阿部豊、製作・配給新東宝、1953年1月15日公開 - 役名不明、87分尺で現存（NFC所蔵[11]）
- 『戦艦大和』 : 監督阿部豊、応援監督松林宗恵、製作・配給新東宝、1953年6月15日公開 - 聯合艦隊司令部参謀
- 『都会の横顔 TOKYO PROFILE』 : 監督清水宏、製作・配給東宝、1953年7月8日公開 - 築地署の刑事[9]
- 『愛と死の谷間』 : 監督五所平之助、製作・配給日活、1954年9月21日公開 - 荷役夫、117分尺で現存（NFC所蔵[11]）
- 『社長三等兵』 : 監督志村敏夫、製作・配給新東宝、1956年3月6日公開 - 角巻長次
- 『極楽第一座 アチャラカ大当り』 : 監督小田基義、製作連合映画、配給東宝、1956年6月22日公開 - ギャングの親分土井[9]
- 『東京の人さようなら』 : 監督本多猪四郎、製作・配給東宝、1956年6月28日公開 - 漁師 元村竜吉[9]
- 『体当り殺人狂時代』 : 監督斎藤寅次郎、製作・配給新東宝、1957年3月3日公開 - 坂田警部

### 大映東京撮影所
特筆以外すべて製作は「大映東京撮影所」、すべて配給は「大映」である。
- 『夜の蝶』 : 監督吉村公三郎、1957年7月28日公開 - 下山代議士、90分尺で現存（NFC所蔵[11]）
- 『駐在所日記』 : 監督枝川弘、1957年11月5日公開 - 警察署長
- 『地上』 : 監督吉村公三郎、1957年11月22日公開 - 遠山市長
- 『暖流』 : 監督増村保造、1957年12月1日公開 - 金谷内科部長、94分尺で現存（NFC所蔵[11]）
- 『日露戦争勝利の秘史 敵中横断三百里』 : 監督森一生、1957年12月28日公開 - 馬車屋の主人、83分尺で現存（NFC所蔵[11]）

- 『大都会の午前三時』 : 監督西条文喜、1958年1月22日公開 - 早川剛造
- 『春高樓の花の宴』 : 監督衣笠貞之助、1958年1月29日公開 - 間宮新助、111分尺で現存（NFC所蔵[11]）
- 『手錠』 : 監督阿部毅、1958年2月12日公開 - 捜査一課長
- 『土俵物語』 : 監督村山三男、1958年3月5日公開 - 大岩
- 『氷壁』 : 監督増村保造、1958年3月18日公開 - 時松専務、96分尺で現存（NFC所蔵[11]）
- 『愛河』 : 監督田中重雄、1958年4月22日公開 - 専務
- 『巨人と玩具』 : 監督増村保造、1958年6月22日公開 - 北、95分尺で現存（NFC所蔵[11]）
- 『赤線の灯は消えず』 : 監督田中重雄、1958年7月13日公開 - 三津の客
- 『不敵な男』 : 監督増村保造、1958年9月7日公開 - 立花警部、85分尺で現存（NFC所蔵[11]）
- 『一粒の麦』 : 監督吉村公三郎、1958年9月14日公開 - 役名不明、112分尺で現存（NFC所蔵[11]）
- 『母の旅路』 : 監督清水宏、1958年9月21日公開 - 松木、92分尺で現存（NFC所蔵[11]）
- 『白鷺』 : 監督衣笠貞之助、1958年11月29日公開 - 役名不明、97分尺で現存（NFC所蔵[11]）

- 『母のおもかげ』 : 監督清水宏、1959年3月4日公開 - 吉沢専務、89分尺で現存（NFC所蔵[11]）
- 『夜の闘魚』 : 監督田中重雄、1959年4月21日公開
- 『東芝土曜劇場』第8回『ちゃんこ横綱』 : 監督不明、フジテレビジョン、テレビ映画、1959年4月25日放映
- 『一刀斎は背番号6』 : 監督木村恵吾、1959年5月1日公開 - 藤松
- 『氾濫』 : 監督増村保造、1959年5月13日公開 - 諸口、98分尺で現存（NFC所蔵[11]）
- 『いつか来た道』 : 監督島耕二、1959年5月27日公開 - 音楽学校長、98分尺で現存（NFC所蔵[11]）
- 『鍵』 : 監督市川崑、1959年6月23日公開 - 句会の男、107分尺で現存（NFC所蔵[11]）
- 『電話は夕方に鳴る』 : 監督吉村公三郎、1959年7月8日公開 - 天文台長
- 『東芝土曜劇場』第19回『太鼓』 : 監督不明、フジテレビジョン、テレビ映画、1959年7月11日放映
- 『花の大障碍』 : 監督島耕二、1959年7月19日公開 - 扇谷
- 『美貌に罪あり』 : 監督増村保造、1959年8月12日公開 - 公団理事、87分尺で現存（NFC所蔵[11]）
- 『貴族の階段』 : 監督吉村公三郎、1959年10月18日公開 - 政憲党幹事長
- 『総会屋錦城 勝負師とその娘』 : 監督島耕二、1959年11月10日公開 - 重役B
- 『闇を横切れ』 : 監督増村保造、1959年12月1日公開 - 片山、102分尺で現存（NFC所蔵[11]）

- 『嫌い嫌い嫌い』 : 監督枝川弘、1960年2月24日公開 - 角田社長
- 『女は抵抗する』 : 監督弓削太郎、1960年3月8日公開 - 由紀子の父
- 『勝利と敗北』 : 監督井上梅次、1960年4月27日公開 - 真島、116分尺で現存（NFC所蔵[11]）
- 『偽大学生』 : 監督増村保造、1960年10月8日公開 - 裁判長、94分尺で現存（NFC所蔵[11]）
- 『顔』 : 監督島耕二、1960年10月8日公開 - 君立産業社長
- 『犯行現場』 : 監督阿部毅、1960年11月9日公開 - 神崎

- 『銀座っ子物語』 : 監督井上梅次、1961年1月3日公開 - 秋山四郎、94分尺で現存（NFC所蔵[11]）
- 『女は夜化粧する』 : 監督井上梅次、1961年1月14日公開 - 客篠原
- 『恋にいのちを』 : 監督増村保造、1961年1月27日公開 - 加納義次、92分尺で現存（NFC所蔵[11]）
- 『薔薇と竜』 : 監督瑞穂春海、1961年2月1日公開 - 今村
- 『好色一代男』 : 監督増村保造、1961年3月21日公開 - 夢山、92分尺で現存（NFC所蔵[11]）
- 『東京おにぎり娘』 : 監督田中重雄、1961年5月24日公開 - 紳士
- 『女は二度生れる』 : 監督川島雄三、1961年7月28日公開 - 部長、99分尺で現存（NFC所蔵[11]）
- 『幼馴染みというだけさ』 : 監督弓削太郎、1961年9月10日公開 - 加山雄助
- 『色の道教えます 夢三夜』 : 監督加戸敏、製作大映京都撮影所、1961年10月11日公開 - 土屋相模守
- 『妻は告白する』 : 監督増村保造、1961年10月29日公開 - 内海裁判長、91分尺で現存（NFC所蔵[11]）
- 『うるさい妹たち』 : 監督増村保造、1961年12月17日公開 - 梅津、95分尺で現存（NFC所蔵[11]）

- 『サラリーマンどんと節 気楽な稼業と来たもんだ』 : 監督枝川弘、1962年5月12日公開 - ひろみの父
- 『やっちゃ場の女』 : 監督木村恵吾、1962年6月17日公開 - 黒田
- 『黒の試走車』（くろのテストカー） : 監督増村保造、1962年7月1日公開 - 望月邦彦、92分尺で現存（NFC所蔵[11]）
- 『その夜は忘れない』 : 監督吉村公三郎、1962年9月30日公開 - ホテルの客、95分尺で現存（NFC所蔵[11]）
- 『瘋癲老人日記』 : 監督木村恵吾、1962年10月20日公開 - 井上
- 『秦・始皇帝』 : 監督田中重雄、1962年11月1日公開 - 斎の国王
- 『風神雷神』 : 監督村山三男、1962年12月1日公開 - 狭山社長

- 『黒の報告書』 : 監督増村保造、1963年1月13日公開 - 江崎裁判長、92分尺で現存（NFC所蔵[11]）
- 『背広の忍者』 : 監督弓削太郎、1963年2月19日公開 - 雪村
- 『夜の配当』 : 監督田中重雄、1963年4月21日公開 - 小石原重役
- 『赤い水』 : 監督山本薩夫、1963年5月3日公開 - 富農
- 『黒の死球』 : 監督瑞穂春海、1963年6月8日公開 - 西尾
- 『ぐれん隊純情派』 : 監督増村保造、1963年7月27日公開 - 大田
- 『温泉女中』 : 監督瑞穂春海、1963年7月27日公開 - 重役
- 『末は博士か大臣か』 : 監督島耕二、1963年9月21日公開 - 殿村校長
- 『巨人 大隈重信』 : 監督三隅研次、1963年11月2日公開 - 高木（医官）
- 『黒の駐車場』 : 監督弓削太郎、1963年11月30日公開 - 赤沢

- 『現代インチキ物語 騙し屋』 : 監督増村保造、1964年1月19日公開 - 父兄A
- 『「女の小箱」より 夫が見た』（『女の小箱より 夫が見た』[11]） : 監督増村保造、1964年2月15日公開 - 医者、92分尺で現存（NFC所蔵[11]）
- 『傷だらけの山河』 : 監督山本薩夫、1964年4月4日公開 - 役名不明、151分尺で現存（NFC所蔵[11]）
- 『黒の超特急』 : 監督増村保造、1964年10月31日公開 - 公団の守衛、93分尺で現存（NFC所蔵[11]）

- 『ザ・ガードマン 東京警備指令』第21回『黄金の牙』 : 監督富本壮吉、大映テレビ室/東京放送、テレビ映画、1965年8月27日放映
- 『大怪獣ガメラ』 : 監督湯浅憲明、1965年11月27日公開 - 防衛庁長官、78分尺で現存（NFC所蔵[11]）
- 『ザ・ガードマン 東京用心棒』 : 監督井上昭、1965年12月11日公開 - 安川専務

- 『土曜日の虎』第20回 最終回 : 監督加藤盟、大映テレビ室/東京放送、テレビ映画、1966年6月25日放映
- 『若親分あばれ飛車』 : 監督田中重雄、1966年9月3日公開 - 市長

- 『大怪獣空中戦 ガメラ対ギャオス』 : 監督湯浅憲明、1967年3月15日公開 - 県警本部長、86分尺で現存（NFC所蔵[11]）
- 『砂糖菓子が壊れるとき』 : 監督今井正、1967年6月10日公開 - 各務常務
- 『夜の縄張り』 : 監督村野鐵太郎、1967年12月16日公開 - ギャランスの株主A

- 『怪談おとし穴』 : 監督島耕二、1968年6月15日公開 - 専務
- 『不信のとき』 : 監督今井正、1968年6月29日公開 - 客A

- 『女賭博師さいころ化粧』 : 監督井上芳夫、1969年2月8日公開 - 親分A
- 『ある見習看護婦の記録 赤い制服』 : 監督臼坂礼次郎、1969年4月19日公開 - 日高院長